# Janet Taylor Spence
Janet Taylor Spence (29 d'agost de 1923 – 16 de març de 2015) fou una psicòloga estatunidenca que va investigar el trastorn d'ansietat i va realitzar estudis de gènere.